# Rhopalopyx adumbrata
Rhopalopyx adumbrata är en insektsart som först beskrevs av Sahlberg 1842.  Rhopalopyx adumbrata ingår i släktet Rhopalopyx, och familjen dvärgstritar. Enligt den finländska rödlistan är arten nära hotad i Finland. Arten är reproducerande i Sverige. Artens livsmiljö är friska gräsmarker.